# بیگلو (مینه‌سوتا)
بیگلو، مینه‌سوتا (به انگلیسی: Bigelow, Minnesota) یک شهر در ایالات متحده آمریکا است که در مینه‌سوتا واقع شده‌است.

## خصوصیات
بیگلو ۱٫۰۴ کیلومترمربع مساحت و ۲۳۵ نفر جمعیت دارد و ۵۰۱ متر بالاتر از سطح دریا واقع شده‌است.